# Dane Pineau
Dane Luke Pineau (Melbourne, 2 agosto 1994) è un ex cestista australiano.

## Carriera

### Nazionale
Ha partecipato ai Mondiali Under-19 del 2013, conclusi al quarto posto.